# Mi chiamo Sam
Mi chiamo Sam (I Am Sam) è un film di Jessie Nelson del 2001, interpretato da Sean Penn e Michelle Pfeiffer.
Le riprese del film si svolsero dal 9 marzo 2001 al 17 maggio 2001.

## Trama
Sam Dawson è un uomo sulla quarantina che lavora in una caffetteria e soffre di una disabilità mentale che non gli permette di essere alla pari con le altre persone; le abilità del suo cervello sono infatti quelle di un bambino di sette anni. È costretto a crescere sua figlia Lucy Diamond (chiamata così in onore della canzone Lucy in the Sky with Diamonds dei Beatles, la band preferita di Sam) da solo perché la mamma della bambina li ha abbandonati. Aiutato da un gruppo di amici e dalla vicina di casa Annie Cassell, Sam cresce sua figlia con affetto instaurando con lei un'intesa fuori dal comune, poiché la bambina guarda oltre lo stato mentale del padre e lo accetta per quello che è. Lucy cresce e ben presto mostra capacità mentali superiori a quelle del padre e viene spesso derisa dai suoi compagni per quel padre "ritardato".
Una sera Sam viene portato in caserma per quello che viene scambiato per un tentativo di adescamento di una squillo; inoltre, durante la festa a sorpresa per il settimo compleanno della bambina, Sam viene provocato da uno dei bambini causando un incidente. Di conseguenza gli assistenti sociali portano via Lucy, permettendo a Sam di vederla solo due volte a settimana, ma la ragazzina, inseparabile dal padre, vorrebbe tornare insieme a lui.
Sam cerca di riottenere l'affidamento e perciò contatta un avvocato, Rita Harrison, che si offre di difenderlo gratuitamente. Occuparsi di questo caso aiuta la donna a rimettere a posto la propria vita, cercando di recuperare il rapporto con il figlio e lasciando il marito. Da ciò Sam inizia a cambiare, tirando fuori la sua sensibilità e la sua dignità riuscendo anche a fare meglio il suo lavoro nella caffetteria. Al processo il giudice si convince che Sam non sia bravo a fare il padre e Lucy viene affidata ad un'altra donna, Randy Carpenter, ma la bambina non ci sta e tutte le notti fugge di casa per raggiungere Sam, tuttavia l'uomo la riporta sempre a casa. La donna, comprendendo il legame che c'è tra Lucy e il padre, decide di lasciare definitivamente la bambina a lui, aiutandolo comunque nella crescita, su richiesta di Sam, dato che egli ha sempre desiderato una madre per Lucy, e Randy si è rivelata quella giusta. Sam riuscirà infine ad ottenere dal tribunale l'affidamento della figlia. Contemporaneamente Rita, lasciato suo marito, inizia una vita da single con suo figlio e si vedrà spesso con Sam e Lucy.

## Personaggi

### Sam Dawson
Uomo sulla quarantina d'anni, il quale soffre di una grave disabilità mentale che non gli permette di essere alla pari degli altri. Uomo tanto dolce e spontaneo, quanto amorevole, ma anche fragile, vuole molto bene a sua figlia Lucy, che considera il centro del suo mondo, infatti si impegna per crescerla al meglio. Le è profondamente affezionato e nonostante la difficoltà evidente, riesce a dimostrare la grandezza del suo amore paterno lottando con tenacia per riavere l'affido della bambina, mostrando al tempo stesso una forte sensibilità ed emotività.

### Lucy Diamond Dawson
La figlia di sette anni di Sam. Bambina volitiva, affettuosa e sincera, da sempre condivide un rapporto di immenso affetto, di profonda e grande intesa con suo padre, poiché è l'unica che riesce a vedere al di là del suo ritardo e delle non poche difficoltà che esso comporta. Anche se alcune volte ne è un po' spaesata o imbarazzata, è molto protettiva e amorevole verso di lui.

### Rita Harrison
L'avvocato che decide di sostenere e di difendere Sam nella sua causa. Inizialmente appare come una donna molto fredda ed impeccabile, sempre indaffarata poiché concentrata solo con il lavoro. Ma proprio grazie a Sam, con il quale instaura con il tempo una forte amicizia, capirà che la sua vita non è perfetta come voleva dimostrare e alla fine della storia lascerà suo marito, che la tradisce di continuo, e vivrà più felicemente assieme a suo figlio.

### Annie Cassel
La vicina di casa di Sam che lo ha aiutato nei momenti più difficili per lui. È la madrina di Lucy e ha paura di uscire di casa.

### Randy Carpenter
La madre adottiva temporanea di Lucy, alla quale si affeziona subito. È una donna molto responsabile, attenta e premurosa. Alla fine del film, notando lo splendido ed intenso rapporto fra Lucy e suo padre, deciderà di farla ritornare insieme a Sam, ma lui consapevole dei suoi limiti e delle sue difficoltà, le permetterà ugualmente di fare parte della vita della figlia, in modo che la piccola abbia sempre una figura materna su cui poter contare.

## Critica
"Epilogo commovente e profondamente dignitoso ma che, specie per le reazioni sociali, esprime una speranza piuttosto che una realtà."
New York Times

## Riconoscimenti
- 2002 - Premio Oscar
  - Candidatura Miglior attore protagonista a Sean Penn
- 2002 - Screen Actors Guild Awards
  - Candidatura Miglior attore protagonista a Sean Penn
  - Candidatura Miglior attrice non protagonista a Dakota Fanning
- 2002 - Critics' Choice Movie Award
  - Miglior giovane interprete a Dakota Fanning
  - Candidatura Miglior attore protagonista a Sean Penn
- 2001 - Satellite Award
  - Miglior nuovo talento a Dakota Fanning
  - Candidatura Miglior attore in un film drammatico a Sean Penn
- 2003 - Awards of the Japanese Academy
  - Candidatura Miglior film straniero
- 2003 - Grammy Award
  - Candidatura Miglior colonna sonora
- 2001 - Phoenix Film Critics Society Awards
  - Miglior performance giovane a Dakota Fanning
  - Candidatura Miglior uso di musica probabilmente pubblicata o registrata
- 2002 - Cairo International Film Festival
  - Naguib Mahfouz Award a Jessie Nelson
  - Candidatura Piramide d'oro a Jessie Nelson
- 2001 - Las Vegas Film Critics Society Awards
  - Gioventù nei film a Dakota Fanning
- 2002 - PGA Award
  - Stanley Kramer Award a Jessie Nelson, Edward Zwick, Marshall Herskovitz e Richard Solomon
- 2002 - Young Artist Award
  - Miglior film drammatico per la famiglia
  - Miglior attrice giovane 10 anni o meno a Dakota Fanning
- 2002 - Humanitas Prize
  - Candidatura Miglior film
- 2002 - Online Film & Television Association
  - Candidatura Miglior performance giovanile a Dakota Fanning